# Sainte-Eulalie-en-Born

Sainte-Eulalie-en-Born este o comună în departamentul Landes din sud-vestul Franței. În 2009 avea o populație de 1.116 de locuitori.

## Evoluția populației
| An        | 1975 | 1982 | 1990 | 1999 | 2006 | 2009  |
| --------- | ---- | ---- | ---- | ---- | ---- | ----- |
| Populație | 557  | 614  | 773  | 785  | 988  | 1.116 |